# 姚桂萍
姚桂萍（1971年—），安徽黄山人，汉族，中华人民共和国政治人物、第十一届全国人民代表大会安徽地区代表。
任安徽黄山市徽州区环卫所督查员，是中共党员。2008年起担任全国人大代表。